# US Bank Plaza (Minneapolis)
US Bank Plaza – kompleks dwóch wieżowieców w Minneapolis, w stanie Minnesota, w Stanach Zjednoczonych, o wysokości 171 i 98 m. Budynek został otwarty w 1981 i liczy odpowiednio 41 i 23 kondygnacje.